# رخنه (مجموعه تلویزیونی ۱۳۹۲)
رخنه مجموعه تلویزیونی ایرانی به تهیه‌کنندگی سیدمسعود اطیابی و کارگردانی حسین تبریزی، محصول سال ۱۳۹۲ است. اولین قسمت این سریال ۱۱ قسمتی برای اولین بار در ۱ دی ۱۳۹۲ از شبکه دو صدا و سیمای ایران پخش شد.

## خلاصه داستان
در خلاصه داستان این سریال آمده‌است: «داستان رخنه دربارهٔ مردی تقریباً پنجاه ساله به نام وحید است که کارگاه ساخت ابزار تعزیه و عزاداری مثل علم، کتل، چلچراغ و طبل دارد. او این شغل را از پدرش به ارث برده و در کنار همسرش روزگار را به خوشی می‌گذراند، اما وحید درست زمانی که باید وسایل عزاداری یکی از هیئت‌های مذهبی را آماده کند با مشکلی روبه‌رو می‌شود که حل آن ساده نیست.»

## بازیگران
بازیگران اصلی این سریال عبارتند از:
- علیرضا جلالی‌تبار در نقش «وحید»
- زیبا بروفه در نقش «همسر وحید»
- عنایت الله بخشی در نقش «حاج محمود»
- میرطاهر مظلومی در نقش «صفا»
- نیلوفر شهیدی
- امیر غفارمنش
- اشکان اشتیاق
- مینا جعفرزاده
- سیما خضرآبادی
- زهرا سعیدی
- افشین سنگ‌چاپ
- آتش تقی‌پور
- بیتا خردمند
- مینا نوروزی
- غلامرضا اصانلو
- رحیم نوروزی
- رها شیرعلی (بازیگر خردسال)

## عوامل تولید
از دیگر عواملی که در تولید این سریال همکاری کرده‌اند، عبارتند از:
- تهیه‌کننده: سیدمسعود اطیابی، حسین تبریزی
- مجری طرح: سیدنصرالله عابدی
- مدیر تصویربرداری: رضا شیخی
- طراح صحنه و لباس: قاسم ترکاشوند
- طراح گریم: محمد قومی
- صدابردار: بهروز عابدینی
- مدیر تولید: داود شیرعلی
- آهنگساز: محمدمهدی گورنگی
- خواننده: رضا صادقی
- سرپرست تدوین: رضا مطهری
- تدوینگران: کامران خالقی، بهروز داودی
- صداگذار: محمداحسان اجتهادی
- عکاس: محمد عزازانی، ردا مرادی
- برنامه‌ریز: امیر سلیم‌خانی
- مشاور کارگردان: محمد عفراوی
- مشاور هنری: رضا توکلی